# Conus abbas
Espèce
Statut de conservation UICN

 LC  : Préoccupation mineure
Conus abbas est un mollusque appartenant à la famille des Conidae. Cette espèce ressemble à Conus textile, mais sa coquille est plus petite.

## Description
Cette espèce mesure entre 38 millimètres et 64 millimètres.

## Répartition
- D'après Tryon (1884): côtes de l'Afrique orientale, jusqu'à Ceylan, les Philippines et la Nouvelle-Calédonie.
- D'après le site Biodiversity: Madagascar, Inde méridionale, Sri Lanka, Bali et Java, Indonésie[2]

## Taxonomie
Synonyme
- Cylinder abbas (Hwass in Bruguière, 1792)

Sous-espèce
- Conus abbas var. grisea Dautzenberg, 1937[3]